# Elías Sourasky
Elías Sourasky Slomiansky (Białystok, Rusia (hoy Polonia), 1899 - Ciudad de México, México, 1986) fue un empresario, filántropo y sionista ruso nacionalizado mexicano. Promovió el desarrollo cultural y tecnológico en México.  

## Empresario
En 1917 emigró con sus hermanos León (1889-1966) y Jaime (1894-1962) a México. Comenzó su labor como empresario siendo proveedor de Ferrocarriles Nacionales de México y participando en la construcción de la Carretera Federal 85 que comunica a la Ciudad de México con Nuevo Laredo. Fundó una fábrica textil y después de lograr el éxito en el área industrial incursionó al área financiera fundando bancos, una compañía de seguros y una compañía de fianzas las cuales integró en su llamado Centro Financiero.

## Sionista
En 1942 apoyó económicamente la creación del Colegio Hebreo Tarbut en México impulsando la educación hebrea y sionista y defendiendo a la comunidad judía de los ataques antisemitas. Apoyó la creación del Estado judío en Oriente Próximo y la inclusión del Néguev. Una vez establecida la nueva nación, la siguió ayudando durante la guerra árabe-israelí de 1948, la guerra de los Seis Días y otros conflictos político-militares.  Su ayuda fue reconocida por David Ben-Gurión y Levi Eshkol.

## Promotor de la cultura y tecnología en México
En 1961, con el capital generado por su Grupo Financiero, formó un fideicomiso llamado Fondo de Fomento Educativo cuya función era restaurar construcciones arqueológicas e históricas de México, así como equipar centros de investigación, laboratorios y escuelas técnicas.  De esta manera benefició a la Facultad de Medicina y al Laboratorio de Criogénica de la Universidad Nacional Autónoma de México (UNAM), al Centro de Investigación y de Estudios Avanzados del Instituto Politécnico Nacional, al Instituto Nacional de Cardiología,  al Instituto Nacional de Nutrición y al Hospital General de la Secretaría de Salud, entre otras instituciones. 
Con el fin de promover el desarrollo cultural y tecnológico en México, en 1966 instituyó el Premio Elías Sourasky en tres rubros: Ciencias, Artes y Letras. En reconocimiento a su labor filantrópica y de servicios humanitarios, en 1968, el presidente Gustavo Díaz Ordaz le entregó la Orden Mexicana del Águila Azteca.